# Уфімська сільська рада
Уфі́мська сільська рада (рос. Уфимский сельский совет) — муніципальне утворення у складі Хайбуллінського району Башкортостану, Росія. Адміністративний центр — село Уфімський.

## Населення
Населення — 2548 осіб (2019, 3033 в 2010, 3100 в 2002).

## Склад
До складу поселення входять такі населені пункти:
| Населений пункт            | Населення, осіб (2002) | Населення, осіб (2010) |
| -------------------------- | ---------------------- | ---------------------- |
| 1-е Мурзино, присілок      | 209                    | 222                    |
| Алібаєвське, село          | 324                    | 315                    |
| Нижньоісмаково, присілок   | 105                    | 93                     |
| Новопетровське, село       | 335                    | 302                    |
| Первомайське, село         | 346                    | 360                    |
| Петропавловський, присілок | 207                    | 232                    |
| Рафіково, присілок         | 170                    | 180                    |
| Уфімський, село            | 1404                   | 1329                   |